# Rigné (Maine-et-Loire)
Pour les articles homonymes, voir Rigné.
Rigné est une ancienne commune française, située dans le département de Maine-et-Loire en région Pays de la Loire.

## Histoire
L'église paroissiale Saint-Jean-Baptiste est édifiée en limite des XIe-XIIe siècles. Le chœur est reconstruit au XVIe siècle.
Par ordonnance du roi Louis-Philippe Ier du 14 mai 1837, Rigné fusionne avec la commune d'Échemiré.

## Administration
| Période                                  | Période | Identité | Étiquette | Qualité |
| ---------------------------------------- | ------- | -------- | --------- | ------- |
|                                          |         |          |           |         |
| Les données manquantes sont à compléter. |         |          |           |         |